# Power Mac G4 Cube
Il Power Mac G4 Cube è un computer compatto, silenzioso, senza ventole, prodotto da Apple Computer. È stato venduto dal 2000 al 2001.
Apple aveva progettato il Cube per gli utenti che si collocavano tra l'iMac e il Power Mac G4.
Le dimensioni erano di 20x20x26 centimetri, nel Cube era alloggiato un PowerPC G4 funzionante a 450 o 500 megahertz, e un lettore DVD a caricamento verticale.
Per funzionare serviva un monitor e, a differenza dell'iMac, la scheda grafica era su slot AGP e quindi aggiornabile in caso di necessità.
Il Cube era dotato di due porte FireWire e di due porte USB.
L'audio era fornito da altoparlanti Harman Kardon da 20 Watt. Il sistema di raffreddamento era senza ventole, il che rendeva il computer molto silenzioso, dato che gli unici elementi che producevano rumore erano l'hard disk e l'unità ottica.

## Insuccesso commerciale
Inizialmente il Cube è stato percepito dai potenziali acquirenti come un computer eccessivamente costoso per le caratteristiche fornite, costava infatti quanto un PowerMac di fascia bassa ma non possedeva la stessa espandibilità hardware. Le vendite già scadenti vennero ulteriormente rallentate dalla scarsa qualità dei materiali plastici. Apple cercò di risollevare le vendite aggiungendo del software, riducendone il prezzo ed effettuando un aggiornamento della macchina. Venne aggiunto il masterizzatore CD come opzione e offerta a scelta una potente scheda grafica NVidia (GeForce 2 MX).
Tutti gli sforzi non riuscirono però a far decollare le vendite del Cube: oramai il pubblico lo riteneva un prodotto non riuscito e le offerte di Apple non scalfirono questa convinzione. Il Cube venne ritirato nel luglio del 2001; in totale ne furono venduti 148.000 esemplari e rappresentò circa il 5% delle entrate di Apple.

## Evoluzioni
Nel gennaio del 2005 Apple ha presentato il Mac mini, un modello che riprende le linee e la filosofia del Cube, pur essendo più economico e più compatto in virtù dell'avanzamento della tecnologia costruttiva.

## Galleria d'immagini

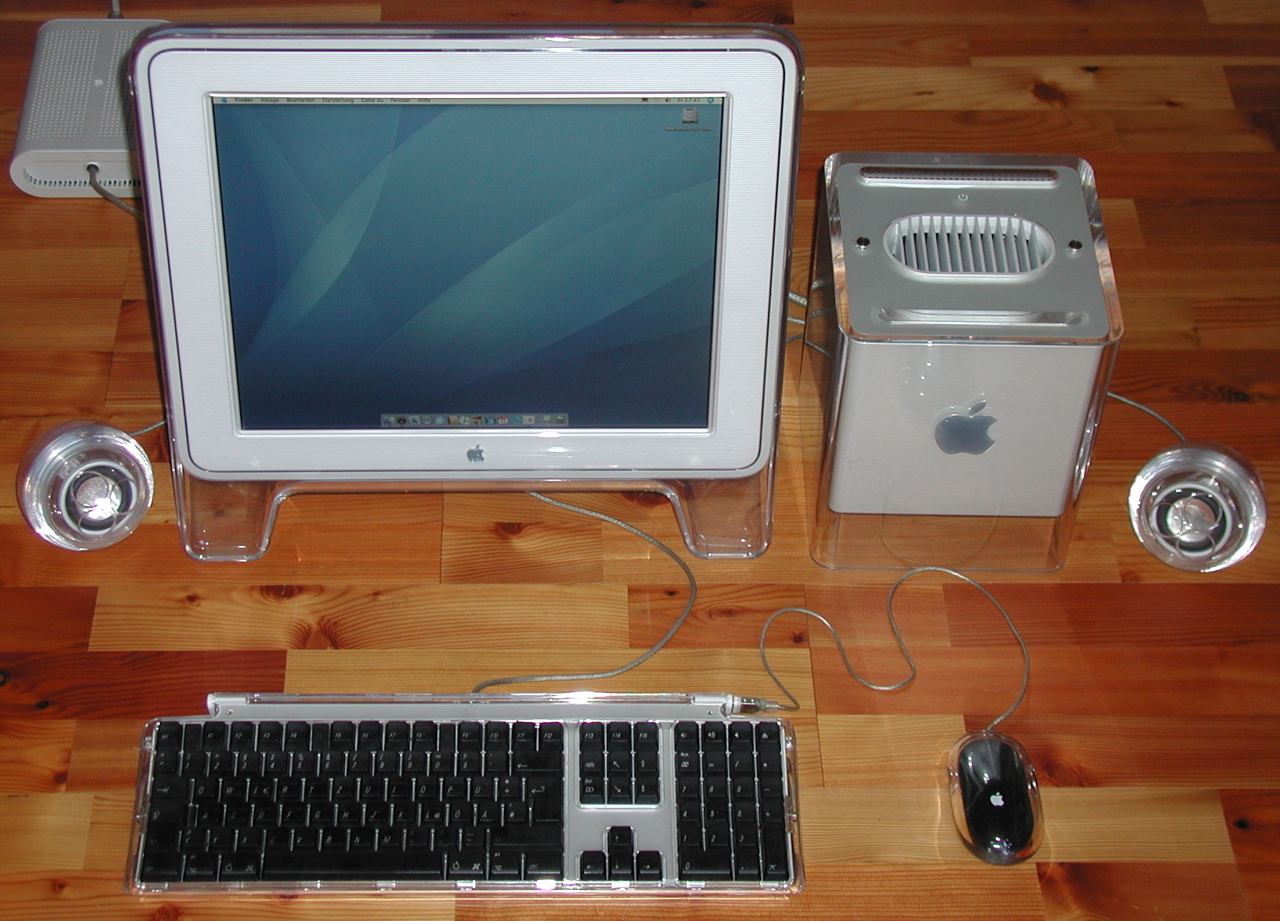
Power Mac G4 Cube con Studio Display, Pro Keyboard, Pro Mouse e Pro Speakers
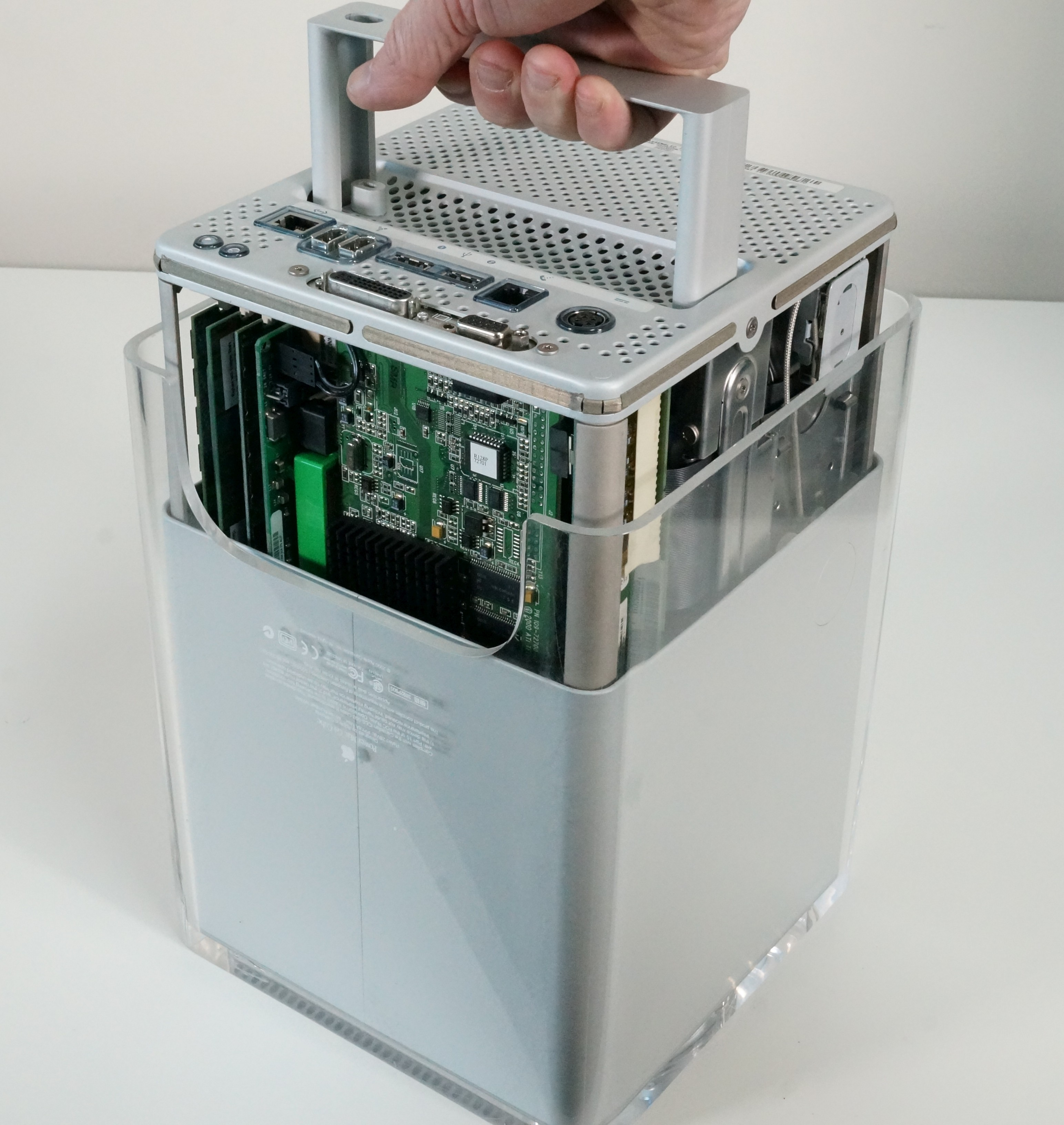
Meccanismo di apertura
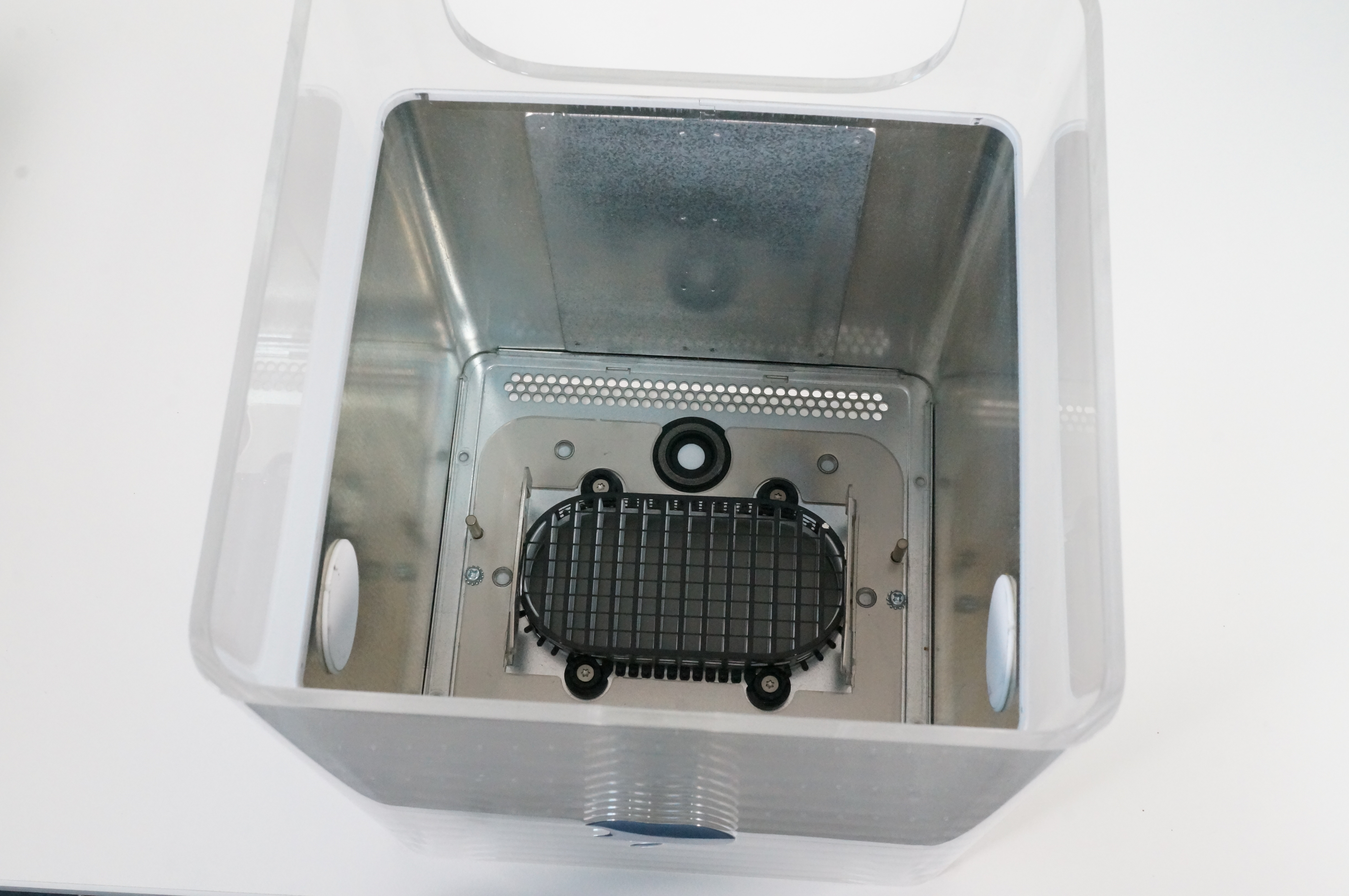
Interno del case
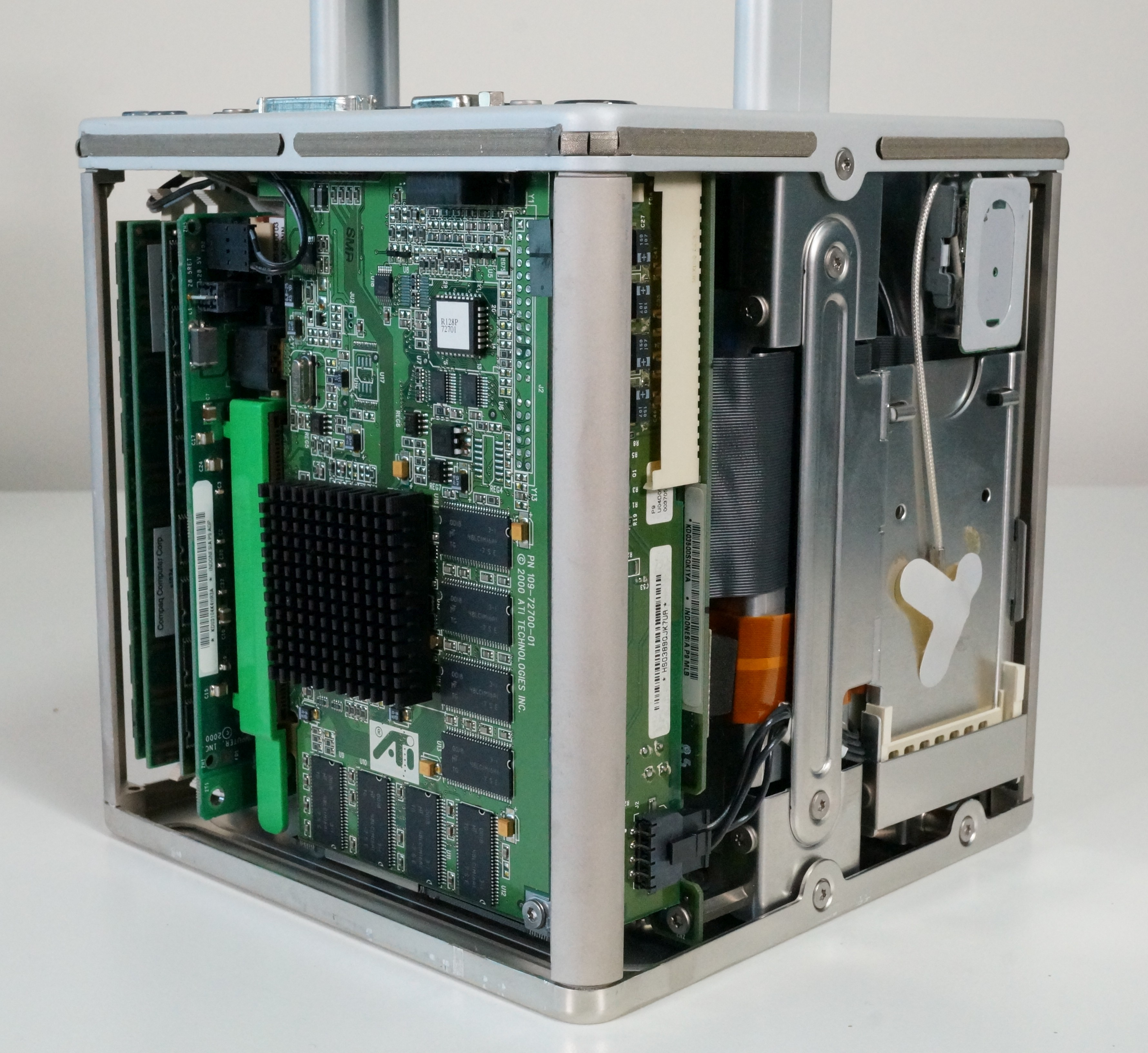
Hardware